# Michel Massot

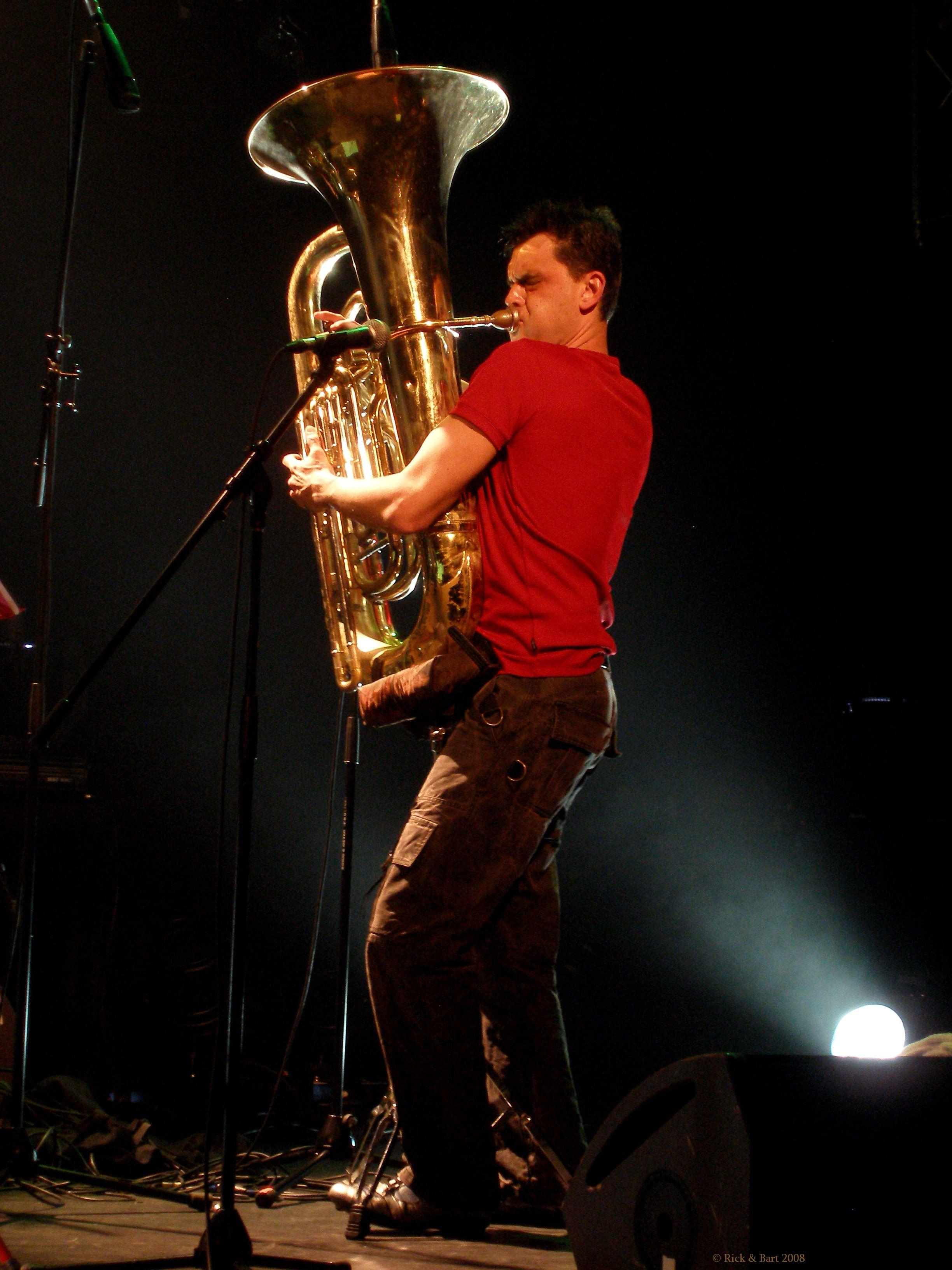
Michel Massot bespeelt de tuba

Michel Massot (Halle, 25 oktober 1960) is een Belgische jazztubaïst en -trombonist.
Massot studeerde aan het Conservatorium van Luik. In het midden van de jaren 80 richtte hij met saxofonist Fabrizio Cassol en drummer Michel Debrulle de band Trio Bravo op. Nadat Cassol was vertrokken en vervangen door de Franse saxofonist Laurent Dehors werd de naam van de band in 1993 gewijzigd in Trio Grande.
Ook speelde hij bij andere jazzbands, zoals onder meer bij Mâäk’s Spirit onder leiding van trompettist Laurent Blondiau en bij de Franse bigband Tous Dehors. Tegenwoordig speelt hij onder andere mee in het septet Rêve d'Eléphant Orchestra. 
Massot heeft ook met diverse jazzmusici gespeeld, zoals Garrett List, Henri Pousseur, Michel Hatzigeorgiou, Kris Defoort, Evan Parker, Louis Sclavis, Han Bennink, Rabih Abou Khalil, Ictus en Kenny Wheeler (in de Klaus König Orchestra).
Behalve als (band)speler, is hij ook leraar aan het Conservatorium van Luik, waar hij vrije improvisatie doceert.